# Prionopelta brocha
Prionopelta brocha is een mierensoort uit de onderfamilie van de Amblyoponinae. De wetenschappelijke naam van de soort is voor het eerst geldig gepubliceerd in 1958 door Wilson.